# لوسین فروید
لوسین میشائل فروید (به انگلیسی: Lucian Michael Freud) ‏(۸ دسامبر ۱۹۲۲ – ۲۰ ژوئیه ۲۰۱۱) نقاش واقع‌گرای بریتانیایی متولد آلمان و یکی از برجسته‌ترین و جنجالی‌ترین نقاشان معاصر بود، که به‌ویژه به‌خاطر نقاشی‌هایش از پیکرهای برهنه شهرت دارد. وی نوهٔ زیگموند فروید روانکاو معروف بود.

## زندگی

### اوایل زندگی و خانواده
فروید در 8 دسامبر 1922 در برلین متولد شد (این شهر در آن زمان بخشی از جمهوری وایمار بود )، فرزند یک مادر یهودی آلمانی، لوسی (با نام خانوادگی براش) و یک پدر یهودی اتریشی، ارنست ال. فروید ، معمار بود. چهارمین فرزند روانکاو اتریشی زیگموند فروید .  لوسیان، دومین پسر از سه پسر آنها، برادر بزرگتر مجری برنامه، نویسنده و سیاستمدار کلمنت فروید (در نتیجه عموی اما و متیو فروید ) و برادر کوچکتر استفان گابریل فروید بود.
 
خانواده در سال 1933 برای فرار از ظهور نازیسم به سنت جانز وود لندن مهاجرت کردند . لوسیان در سال 1939،  با حضور در مدرسه دارتینگتون هال در توتنز ، دوون، و بعداً مدرسه برایانستون ،  به مدت یک سال پیش از اخراج شدن به دلیل رفتارهای مخرب ، یک تابع بریتانیایی شد . 
پدرش ارنست فروید، آرشیتکت و آخرین پسر زیگموند فروید روانکاو نامی اتریشی بود. با روی کار آمدن حزب نازی و در سال ۱۹۳۳، خانواده یهودی فروید به بریتانیا مهاجرت کردند. فروید در ۱۹۳۹ به تابعیت بریتانیا درآمد. او بیشترین سال‌های زندگی هنری‌اش را در محله پدینگتون لندن طی کرد.

## آغاز کار
فروید مدت کوتاهی در مدرسه هنر مرکزی لندن تحصیل کرد و از سال 1939 تا 1942 با موفقیت بیشتر در مدرسه نقاشی و طراحی آنگلیان شرقی سدریک موریس در ددهام ، در سال 1940 به بنتون اند، خانه ای در نزدیکی هادلی، سافولک نقل مکان کرد . او همچنین در سال 1942-1943 در کالج گلداسمیتز ، بخشی از دانشگاه لندن ، تحصیل کرد. او در سال 1941 به عنوان یک دریانورد بازرگان در کاروان اقیانوس اطلس خدمت کرد تا اینکه در سال 1942 از خدمت خارج شد.

در سال 1943، شاعر و ویراستار Meary James Thurairajah Tambimuttu به هنرمند جوان دستور داد تا کتابی از اشعار نیکلاس مور با عنوان The Glass Tower را به تصویر بکشد . سال بعد توسط Editions Poetry London منتشر شد و شامل نقاشی‌های دیگر، یک گورخر پر شده و یک درخت نخل بود. هر دو موضوع دوباره در اتاق نقاش که در اولین نمایشگاه انفرادی فروید در سال 1944 در گالری Lefevre به نمایش گذاشته شد، ظاهر شدند . در تابستان 1946، او به پاریس سفر کرد و سپس چند ماه به یونان رفت تا جان کراکستون را ملاقات کند .  در اوایل دهه 50 او یک بازدیدکننده مکرر از دوبلین بود، جایی که در استودیوی پاتریک سوئیفت اشتراک می‌کرد .  او تا پایان عمر لندنی باقی ماند.

فروید یکی از تعدادی از هنرمندان فیگوراتیو بود که بعدها توسط هنرمند RB Kitaj به عنوان گروهی به نام "مدرسه لندن" شناخته شد.  این گروه مجموعه‌ای آزاد از هنرمندانی بود که یکدیگر را می‌شناختند، برخی از نزدیک، و در همان زمان در لندن به سبک فیگوراتیو کار می‌کردند. این گروه همزمان با سال های رونق نقاشی انتزاعی و برخلاف اکسپرسیونیسم انتزاعی فعال بود . چهره های اصلی این گروه عبارتند از فروید، کیتاج، فرانسیس بیکن ، فرانک اورباخ ، مایکل اندروز ، لئون کوسف ، رابرت کولکوهون ، رابرت مک براید ، و رجینالد گری . فروید از سال 1949 تا 1954 معلم مدعو در مدرسه هنرهای زیبای اسلید دانشگاه کالج لندن بود .
فروید از همان سال‌های کودکی و نوجوانی خلق و نمایش آثارش در زمینه طراحی و نقاشی را آغاز کرد. در سال ۱۹۳۸ یکی از نقاشی‌های او برای نمایش در گالری پگی گوگنهایم لندن انتخاب شد.
فروید که تحصیل کرده مدرسه مرکزی هنر لندن، مدرسه طراحی و نقاشی ایست آنگلیان و کالج گلدسمیت لندن بود، در ۲۱ سالگی در ۱۹۴۴ نخستین نمایشگاه فردی را برگزار کرد و خیلی زود مورد توجه منتقدان و دوستداران نقاشی قرار گرفت. فروید در نخستین آثارش تحت تأثیر مکتب سوررئالیسم و نقاشان آن سبک بود اما در سال‌های اولیه دهه ۱۹۵۰ اندک اندک به سمت رئالیسم گرایش پیدا کرد.
پس از جنگ جهانی دوم، او به فرانسه و یونان رفت و فعالیت‌هایش هنری‌اش را پی گرفت تا اینکه در ۱۹۴۸ به بریتانیا بازگشت و در مدرسه هنر اسلید به مدت ۱۰ سال مشغول به تدریس شد.

### شروع سبک
نقاشی‌های اولیه فروید، که عمدتاً بسیار کوچک هستند، اغلب با اکسپرسیونیسم آلمانی (تأثیری که او تمایل به انکار آن داشت) و سوررئالیسم در به تصویر کشیدن افراد، گیاهان و حیوانات در کنار هم قرار گرفتن غیرمعمول مرتبط است. برخی از آثار بسیار اولیه، رنگ‌های گوشتی متنوع سبک بالغ او را پیش‌بینی می‌کنند، به عنوان مثال سدریک موریس (1940، موزه ملی ولز )، اما پس از پایان جنگ، او سبک خطی بسیار دقیقی با رنگ‌های نازک با رنگ‌های خاموش ایجاد کرد، که بیشتر در خود پرتره مردی با خار (1946، تیت)  و یک سری پرتره با چشمان درشت از همسر اولش، کیتی گارمن ، مانند دختری با یک بچه گربه (1947، تیت).  اینها با قلم‌های ریز سمور نقاشی شده‌اند و نقاشی‌های هلندی اولیه را تداعی می‌کنند . 

از دهه 1950، او شروع به تمرکز بر روی پرتره، اغلب برهنه کرد (اگرچه اولین برهنه تمام قد او تا سال 1966 نقاشی نشد)،  تقریباً به طور کامل همه چیزهای دیگر را کنار گذاشت، و در اواسط این دهه به شکلی بسیار توسعه یافت. سبک آزادتر با استفاده از برس های بزرگ موی گراز، تمرکز بر روی بافت و رنگ گوشت، و رنگ بسیار ضخیم تر، از جمله ایمپاستو . دختری با سگ سفید ، ۱۹۵۱–۱۹۵۲، (تیت) نمونه‌ای از یک اثر انتقالی در این فرآیند است که ویژگی‌های بسیاری را با نقاشی‌های قبل و بعد از آن به اشتراک می‌گذارد، با قلم مویی نسبتاً فشرده و اندازه و دیدگاه متوسط. او اغلب بعد از هر ضربه قلم مو را هنگام رنگ آمیزی گوشت تمیز می کرد، به طوری که رنگ دائماً متغیر می ماند. او همچنین به صورت ایستاده شروع به نقاشی کرد که تا سنین بالا ادامه داشت و به صندلی بلند روی آورد.  رنگ‌های نواحی غیر گوشتی در این نقاشی‌ها معمولاً خاموش هستند، در حالی که رنگ گوشت به طور فزاینده‌ای بسیار زیاد و متغیر می‌شود. در حدود سال 1960، فروید سبکی را ایجاد کرد که با تغییراتی در بقیه دوران کاری خود از آن استفاده می کرد. پرتره‌های بعدی اغلب از مقیاسی در اندازه واقعی استفاده می‌کنند، اما عمدتاً از سرهای نسبتاً کوچک یا نیمه‌طول هستند. پرتره های بعدی اغلب بسیار بزرگتر هستند. در اواخر کار خود او اغلب یک پرتره را با ایجاد حکاکی از سوژه در ژستی متفاوت دنبال می‌کرد و مستقیماً روی بشقاب می‌کشید، در حالی که نشسته‌کننده در نظر او بود. 

لوسین فروید دو بار ازدواج کرد که نخستین آن با کیتی، دختر مجسمه‌ساز مشهور جیکوب اپستین بود. زنی که سوژه یکی از مشهورترین آثار فروید است؛ «دختری با سگ سفید».
سوژه های فروید، که نیاز به تعهد بسیار بزرگ و نامطمئن از زمان خود داشتند، اغلب افراد زندگی او بودند. دوستان، خانواده، نقاشان، عاشقان، کودکان. او گفت: "موضوع زندگی‌نامه‌ای است، همه اینها به امید و خاطره و احساسات و درگیری، واقعاً مربوط می‌شود."  با این حال، عناوین اغلب ناشناس بودند، و هویت نشسته همیشه فاش نمی شد. دوک و دوشس دوونشایر برای چندین سال قبل از اینکه به این مدل اشاره کند، پرتره یکی از دختران فروید را در کودکی داشتند. در دهه 1970 فروید 4000 ساعت را صرف مجموعه‌ای از نقاشی‌های مادرش کرد، که مورخ هنر لارنس گووینگ درباره آن‌ها مشاهده کرد: «بیش از 300 سال است که یک نقاش رابطه‌اش را با مادرش به‌طور مستقیم و بصری نشان داده است. و این رامبراند بود. " 
فروید از زندگی نقاشی می‌کشید و معمولاً زمان زیادی را صرف هر موضوعی می‌کرد و حتی در حین کار روی پس‌زمینه پرتره، حضور مدل را خواستار می‌شد. ریا، پرتره برهنه 2007 ، یک برهنه که در سال 2007 تکمیل شد، به شانزده ماه کار نیاز داشت، با مدل، ریا کربی، که تمام شب ها به جز چهار شب را در این مدت ژست گرفته بود. با هر جلسه به طور متوسط پنج ساعت، نقاشی تقریباً 2400 ساعت طول کشید.  ارتباط با مدل‌هایش ضروری بود، و در حین کار، فروید به‌عنوان «یک پیشرو و مقلد برجسته» شناخته می‌شد.  فروید در رابطه با دشواری تصمیم گیری در مورد زمان تکمیل نقاشی گفت که "وقتی این تصور را پیدا می کند که دارد روی نقاشی دیگران کار می کند، احساس می کند کارش تمام شده است".  نقاشی‌ها به نقاشی‌های روزانه که در نور طبیعی انجام می‌شدند و نقاشی‌های شبانه که زیر نور مصنوعی انجام می‌شدند تقسیم می‌شدند و جلسات و نور هرگز با هم ترکیب نمی‌شدند. این تمرین فروید بود که یک نقاشی را با کشیدن ابتدا با زغال روی بوم شروع کرد. سپس روی قسمت کوچکی از بوم رنگ زد و به تدریج از آن نقطه به سمت بیرون کار کرد. برای یک نشیمن جدید، او اغلب با سر به عنوان وسیله‌ای برای «شناخت» فرد شروع می‌کرد، سپس بقیه شکل را نقاشی می‌کرد و در نهایت با عمیق‌تر شدن درک او از مدل، به سر برمی‌گشت.  بخشی از بوم عمداً تا پایان نقاشی خالی مانده بود.  نقاشی تمام‌شده انباشته‌ای از لایه‌های رنگدانه بسیار کار شده و همچنین ماه‌ها مشاهده شدید است.

## ادامه حرفه
فروید هنرمندان دیگر از جمله فرانک اورباخ و فرانسیس بیکن را نقاشی کرد و تعداد زیادی پرتره از هنرمند پرفورمنس لی بووری تهیه کرد . او همچنین هنریتا مورائس را نقاشی کرد که یکی از الهامات بسیاری از هنرمندان سوهو بود. مجموعه‌ای از پرتره‌های برهنه بزرگ از اواسط دهه 1990 سو تیلی یا «سو بزرگ» را به تصویر می‌کشند، که برخی از آنها از عنوان شغلی او «سوپروایزر مزایا» در عنوان نقاشی استفاده می‌کنند،  مانند پرتره‌اش در سال 1995، مزایای سرپرست خواب ، که در می 2008 توسط کریستیز در نیویورک به قیمت 33.6 میلیون دلار فروخته شد و رکورد قیمت حراج جهانی را برای یک هنرمند زنده ثبت کرد . 
ثابت‌ترین الگوی فروید در سال‌های آخر عمر، دستیار و دوستش در استودیو دیوید داوسون بود که موضوع آخرین کار ناتمام او بود.  در اواخر عمرش او یک پرتره برهنه از مدل کیت ماس انجام داد . فروید یکی از شناخته شده ترین هنرمندان بریتانیایی بود که در سبک نمایشی کار می کرد و در سال 1989 در فهرست نهایی جایزه ترنر قرار گرفت.
در سال 1996، گالری هنری ابوت هال در کندال نمایشگاه بزرگی از 27 نقاشی و سیزده حکاکی برپا کرد که آثار فروید تا به امروز را پوشش می داد. سال بعد گالری ملی هنر مدرن اسکاتلند «لوسیان فروید: آثار اولیه» را ارائه کرد. این نمایشگاه شامل حدود 30 طراحی و نقاشی بود که بین سال های 1940 و 1945 انجام شده بود.  در سال 1997 فروید جایزه روبنس شهر زیگن را دریافت کرد.  از سپتامبر 2000 تا مارس 2001، موزه für Moderne Kunst فرانکفورت توانست 50 نقاشی، طراحی و حکاکی را از اواخر دهه 1940 تا 2000 در یک نمایشگاه کلی بزرگتر به رغم نارضایتی قابل توجه هنرمند از آلمان به نمایش بگذارد.  همه رسانه‌های چاپی نقش برجسته‌ای از نقاشی برجسته فروید به نام Sleeping by the Lion Carpet (1995-1996) را داشتند که سو تیلی برهنه را به تصویر می‌کشید.  علاوه بر برخی از مهم‌ترین پرتره‌های برهنه او از زنان، تصویر بزرگ برهنه با پاهای بالا (لی بووری) از سال 1992 نیز در فرانکفورت به نمایش درآمد که در موزه متروپولیتن نیویورک از نمایشگاه در سال 1992 حذف شد. 1993.  نمایشگاه فرانکفورت در گفتگوی شخصی بین کیوریتور رولف لوتر و لوسیان فروید انجام شد و بنابراین تنها پروژه ای است که فروید با همکاری مستقیم با یک موزه آلمانی مجوز داده است.  بازنگری عمده در گالری هیوارد لندن در سال 1988 نقطه کانونی برنامه بی‌بی‌سی Omnibus بود که یکی از معدود مکالمات با فروید ضبط شده بود، در این مورد با کارگردان Omnibus جیک اورباخ .  گفتگو با هنرمند توسط دانکن مک گویگان از گالری Acquavella نیویورک امکان پذیر شد. در سال 2002، یک بازنگری بزرگ در تیت بریتانیا دنبال شد. در سال 2001، فروید یک پرتره از ملکه الیزابت دوم را تکمیل کرد . در برخی از بخش‌های رسانه‌های بریتانیا انتقاداتی از این تصویر وجود داشت.  در سال 2005، مروری بر آثار فروید در Museo Correr در ونیز برگزار شد که قرار بود همزمان با دوسالانه باشد . در اواخر سال 2007، مجموعه ای از حکاکی ها در موزه هنر مدرن به نمایش گذاشته شد

### سوژه ها
استفاده از حیوانات در ترکیب بندی های او بسیار گسترده است، و اغلب او یک حیوان خانگی و صاحب آن را نشان می دهد. نمونه‌های دیگر پرتره‌هایی با حیوانات و انسان‌ها در آثار فروید عبارتند از گای و اسپک (1980-1981)، الی و دیوید (2005-2006) و پرتره دوگانه (1985-1986).  او علاقه خاصی به اسب داشت، زیرا از سوارکاری در مدرسه دارتینگتون لذت می برد، جایی که گاهی اوقات در اصطبل می خوابید.  پرتره‌های او فقط از اسب‌ها عبارتند از : گری گلدینگ (2003)، مادیان اسکیوبالد (2004)، و مادیان خوردن یونجه (2006). گیاهان آپارتمانی پژمرده در برخی از پرتره‌ها، به‌ویژه در دهه 1960 به‌ویژه ظاهر می‌شوند، و فروید همچنین تعدادی نقاشی صرفاً از گیاهان خلق کرد.  دیگر ویژگی‌های معمولی شامل تشک‌هایی در کارهای قبلی و انبوهی از پارچه‌های کتانی بود که در کارهای بعدی او برای تمیز کردن برس‌هایش استفاده می‌کرد.  برخی از پرتره‌ها، به‌ویژه در دهه 1980، مناظر بام لندن را به دقت نقاشی کرده‌اند که از پنجره‌های استودیو دیده می‌شود

## سبک
فروید را در زمره بزرگترین نقاشان قرن بیستم می‌شناسند، نقاشی در سودای هنر مدرن که با گرایش به سوررئالیسم آغاز کرد ولی در دوران بلوغ هنری آثار استادانه‌اش در نقاشی پرتره و پیکرنگاری با بهترین نقاشی‌های استادان بزرگ هنر باروک هلند همچون رامبرانت قابل مقایسه است. برخلاف جریان‌های حاکم بر زمانه‌اش به هنر انتزاعی علاقه‌ای نشان نداد و مسیری بسیار منحصر به فرد را برای خود برگزید.

لوسین فروید نقاش پساانسانیت بود، به این معنا که در نقاشی‌های او خبری از سالاریِ انسان و درک انسان آنگونه که در انسان‌گرایی رنسانسی شاهد بودیم، نیست. توان استعلایی بسیار کمی در این پیکرها به چشم می‌خورد و به‌سختی می‌توان زیر توده‌های گوشت و پسِ لایه‌های پوست شخصیت‌های فروید، روحی و روانی دید. وی از مدل‌های حرفه‌ای استفاده نمی‌کرد و اغلب مدل‌های خودش را از میان دوستان و آشنایانش انتخاب می‌کرد.

## دیدگاه هکتور اوبالک
هکتور اوبالک ، منتقد هنری، قسمتی از نمایش گراند آرت خود را به لوسیان فروید اختصاص داد که در Arte درمارس 2009 . او ما را به سفری در جهان هنرمند از آغاز تا کار اخیرش می برد، به ویژه از طریق مجموعه ای از سلف پرتره ها از نقاشی های او از دهه 1940 تا سال 2005. هکتور اوبالک این را وسیله خوبی برای توصیف تکامل می داند. از تکنیک فروید او نیز در آنجا به نوبه خود، نمایش یک نقاش متکبر را می بیند که از خود مطمئن است، به دروغ نگران است و سرانجام برهنگی و نشانه های پیری خود را می پذیرد. آخرین خودنگاره او در واقع او را برهنه، پاهایش در کفش‌های باز، با گرفتن پالت در دست چپ و چاقوی نقاشی‌اش در سمت راست ، در خالی استودیوی‌اش نشان می‌دهد، منتقد می‌گوید: «هیچ‌وقت نمی‌خواست آن را ترتیب دهد».
پرتره های او با افراد «عادی»، افراد نزدیک به نقاش سروکار دارد. آنها گاهی اوقات سریال هایی را تشکیل می دهند، مانند سریال های صنعتگر ایرلندی، سگ و پسرش، سریال های دخترش یا دستیارش دیوید داوسون. لوسیان فروید با ارائه برخی از عناصر نور وفادارانه تا حد امکان و اغراق در سایر ویژگی ها، توانست شخصیت شخصیت های خود را منتقل کند.
سوژه های غیر متحرک او تمایل دارند به عنوان عناصر پرتره ادغام شوند، خواه جزئیات باشند (ساعت سیم پیچ یا کمربند برای صنعتگر، کراوات پسر صنعتگر که انعکاس اتاق را ارائه می دهد) یا مهم تر (به هم ریختگی اشیاء روی صندلی). کنار دستیارش). با این حال، برخی از آثار منحصراً بر عناصر تزئینی تمرکز می کنند، مانند دو نمایش از سینک در کارگاه او.

از نقطه نظر فنی، هکتور اوبالک در ابتدای کار خود متوجه دلبستگی به بازتاب‌های چشم‌ها، اغراق‌های خاص تقریباً در مرز کاریکاتور و همیشه جستجوی وسواس‌آمیز برای ارائه نور شد. در اواخر عمر، فروید دیگر نقاشی نمی‌کشید، بنابراین، به اصطلاح، رنگ‌هایی را به رنگ‌های پوست اضافه می‌کند ، بنابراین چهره‌هایی را می‌کشد که گاهی زیر لایه ضخیم رنگ گیر کرده‌اند. با این حال، برای اوبالک، همیشه موفقیت آمیز نبود…

دومی به سه تغییر در تکنیک تصویری فروید اشاره می کند. اول، تغییر ابزار، یک برس سخت تر. سپس، تغییر رنگ سفید حاوی اکسید سرب بیشتر، که به آن اجازه می دهد کنتراست نور را حتی بهتر ارائه دهد. در نهایت، پس از تسلط بر تکنیک خود، یک پرسش کامل که باعث شد در سال 1988 او را رها کند ، همانطور که در بالا ذکر شد، ترسیم اشکال، برای استفاده از لمس رنگ، سوالی که قبلا فقط تیسین قادر به انجام آن بود، یک خطر با تسلط فراوان فنی، و همچنین سن ارجمندی که دو نقاش به آن دست یافتند، ممکن شد.

## صمیمیت فرآیند
«  فکر می‌کنم پرتره عالی به نحوه نزدیک شدن به آن مربوط می‌شود. {...} بنابراین من فکر می کنم پرتره یک نگرش است.  »
- لوسیان فروید
پرتره در مورد یک نگرش است. چیزی که یک پرتره را عالی می کند، نحوه تصور شما از آن، نحوه چیدمان آن است. لوسیان فروید از انگیزه در مورد انتخاب مدل های خود صحبت کرد. این تکانه ها – یا امیال خشمگین بسته به ترجمه – اولین نشانه ای از پیوند محکمی است که بین او و تصاویرش برقرار است. به همین دلیل است که او همیشه از کار خود به عنوان چیزی اتوبیوگرافیک یاد می کرد. مارتین گیفورد در ویرایش کتاب‌های طراحی خود درباره فروید  : «  همه چیز زندگی‌نامه‌ای است  » . مقدمه کتاب سارا هاوگیت توضیح می دهد که شورای هنر انگلستان به گالری ملی پرتره وصیت کرده است "  این مجموعه جذاب از مواد شامل 47 کتاب طرح (...) و 35 حرف است  " . او مهم می‌دانست که نامه‌ها را به عنوان بخشی جدایی‌ناپذیر از فعالیت هنری خود بگنجاند. همان‌طور که بسیاری از دفترها و نقاشی‌های او با نوشته‌ها، یادداشت‌ها، شماره تلفن‌های همراه، قرارها و طرح‌هایی از نامه‌های عاشقانه پوشیده شده است، پیوند زندگی و هنر نیز ناگسستنی است.  

نقاشی هایی که او تولید کرده تصویری از عزیزانش است. از دوستانش گرفته تا فرزندانش، همسرانش، دستیارانش، تازیانه هایش. حتی اگر فروید قاطعانه از آشکار کردن احساسات خود در نقاشی‌هایش امتناع کند، ما نمی‌توانیم در برابر دقت و حقیقت افرادی که بازنمایی می‌شوند کاملاً بی‌طرف بمانیم. همه چیز نشان داده می شود، ماهیچه های منقبض شده توسط ژست، تجمع چربی و غلتک، استخوان ها. دقت در نمایش، مشاهده دقیق آنچه را که نقاشی شده است، توجه اولیه او به نمایش عزیزانش و وفاداری جزئیات را برجسته می کند.
 
مکان بسته است، همیشه همان: آتلیه نقاش. یک مکان شخصی و خالی، همه چیز حاضر تنها یک هدف دارد، خدمت به نقاشی او. مبل، مبل، ملحفه و پارچه، تشک، یک سینک، چند گیاه و هیچ چیز دیگر. دیوارها خالی هستند، پوشیده از رنگ، ردی از یک حرکت سریع برای حذف مواد تصویری موجود بر روی قلم موها.
 
سباستین اسمی در Beholding the animal از اصطلاح "  پرتره برهنه  " استفاده می کند و آن را با کلمه سنتی "  برهنه  " مخالفت می کند . رابرت هیوگ با افزودن "  در حالی که شدیداً احترام را حفظ می کند  " به این مسیر ادامه خواهد داد .
 
برهنگی نقش خاصی در کار فروید دارد و دقیقاً به جایی می رسد که صمیمیت به پایان می رسد، در سطح تصویر تولید شده. این هدف او را در سطح بیولوژیکی اشیا برآورده می‌کند: همان‌طور که او حیوانات و گیاهان را نقاشی می‌کند، بدن برهنه انسان به‌عنوان یک جانور در حال استراحت دیده می‌شود. هیچ احساسی در زمان نقاشی نمی درخشد یا نباید وجود داشته باشد، به خطر ناتمام ماندن آن، همانطور که در سال 1977 با آخرین پرتره  او اتفاق افتاد ، روغن روی بوم ناتمام ماند، اما همچنان با عنوان خاطره انگیزش در معرض دید عموم قرار گرفت. ، "آخرین پرتره" . 
مجموعه پرتره های مادرش نیز می تواند نشان دهنده پیوند خاصی بین این دو نفر باشد، اما دلیل آن بسیار کمتر احساسی است. در سال 1970، پس از مرگ ارنست، پدر لوسیان، مادرش اقدام به خودکشی کرد و پس از آنکه توسط خواهرش که در حال عبور بود به زندگی بازگردانده شد، دچار افسردگی شد. فروید گفت: او  علاقه خود را به همه چیز از جمله من از دست داده بود  . این واقعیت که او تمام علاقه خود را به او از دست داد، او را به موقعیت یک مدل ایده آل سوق داد، او حدود پانزده سال بدون وقفه او را نقاشی کرد، قبل از اینکه او نیز از بین برود.
 
فروید برای اینکه نظرش را تا آخر پیش ببرد، افرادی را که از نزدیک می شناسد، یعنی فرزندانش، الگو قرار داد. او چندین پرتره از دختران، کودکان، سپس جوانان و در نهایت زنان باردار، برهنه، دست‌ها و پاهای باز در مقابل نقاش خلق کرد. بنابراین او هر گونه رابطه با اروتیسم را که در آثارش دیده می شد قطع کرد و اظهارات خود را بر اساس مشاهده بدن برای جنبه های مادی آن، به همان شیوه ای که ویپت خود داشت، قرار داد. خودش می‌گفت: «  اگر نقاشی آنها را عجیب می‌دانستم، هرگز این کار را نمی‌کردم.  »
 
با وجود فرآیند خلاقانه ای که با صمیمیت و پیوند با نزدیکانمان آغشته شده است. صحنه استودیوی خالی او، بدون هیچ کس دیگری، زیرا حتی دیوید داوسون که سالها دستیار او بود، باید بیرون می آمد که فروید شروع به نقاشی کرد، سپس برهنگی. لوسیان فروید در کار خود کاملاً از احساسات خود نفوذناپذیر بود. او درباره این موضوع خود را به وضوح توضیح خواهد داد: "این هرگز یک موقعیت اروتیک نیست، من و مدل، ما در حال ساختن یک نقاشی هستیم، نه عشق"  ، .

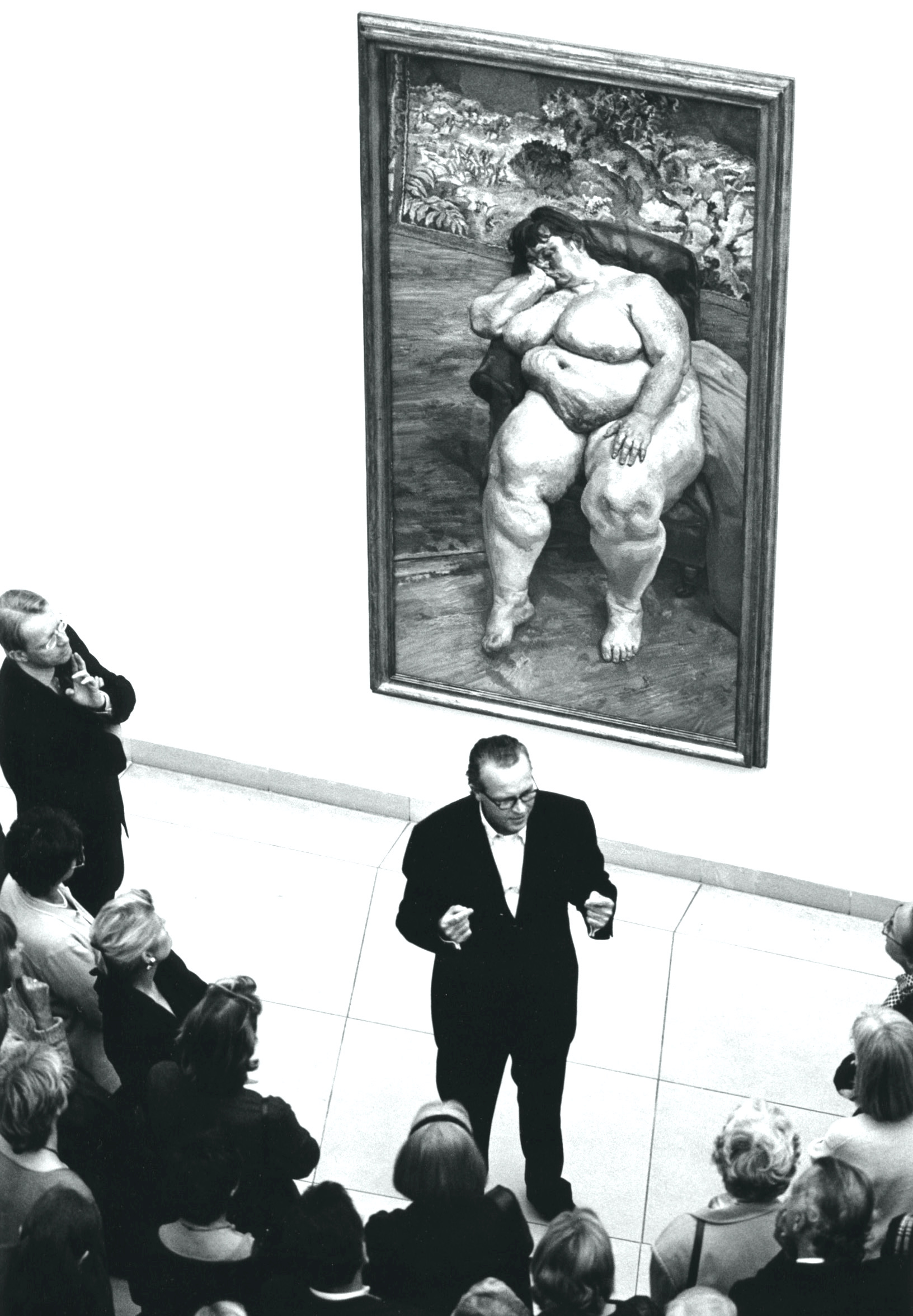
کار فروید در 2000

### قیمت کار
- زن برهنه روی مبل (1984-1985) در حراجی در سال 2005 به قیمت 4.353 میلیون یورو فروخته شد.
- THE13 مه 2008، یک برهنه با عنوان مزایای سرپرست خواب ، مورخ 1995، توسط کریستی در لندن به فروش می رسد. مبلغ نهایی حراج، تقریباً 34 میلیون یورو، این اثر را به گرانترین اثر برای یک هنرمند زنده تبدیل می  .
- THE13 اکتبر 2011پرتره کوچک چارلی لوملی، Boy's Head ، مورخ 1952، توسط ساتبیز در لندن به قیمت 3.2 میلیون پوند (5 میلیون دلار) فروخته شد  . این فروش توجه بسیاری از رسانه ها را به خود جلب کرد.
- در 5 مارس 2019، پرتره کوچک گرچ براون جوان ، مورخ 1956، توسط ساتبی در لندن به قیمت 6,700,000 یورو فروخته شد.

## مرگ
فروید در 20 ژوئیه 2011 در لندن درگذشت و در قبرستان هایگیت به خاک سپرده شد . اسقف اعظم روآن ویلیامز در مراسم تشییع جنازه خصوصی شرکت کرد. 

### بازار هنر

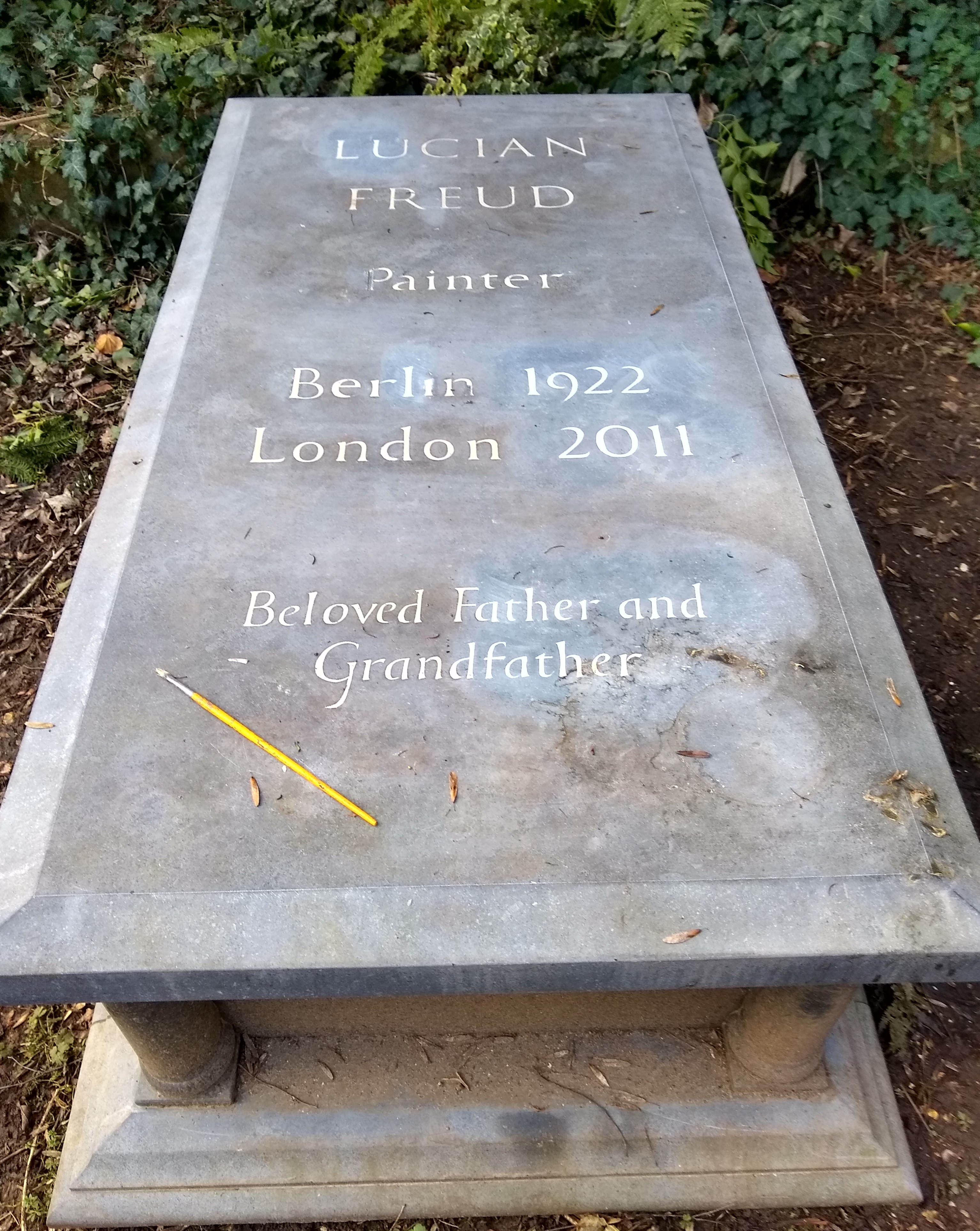
قبر لوسین فروید

نقاشی‌های فروید در حراج‌های مختلف آثار هنری بسیار طرف توجه بود و یکی از نقاشی‌هایش از یک زن فربه برهنه در حالت خواب، در سال ۲۰۰۸ بیش از ۲۰ میلیون پوند به فروش رفت که در آن هنگام، رکوردی برای فروش آثار یک هنرمند در قید حیات به‌شمار می‌رفت.
2008 Benefits Supervisor Sleeping (1995)، پرتره ای از کارمند دولتی سو تیلی ، به قیمت 33.6 میلیون دلار فروخته شد - بالاترین قیمت در آن زمان برای اثری از یک هنرمند زنده. در حراج کریستیز نیویورک در سال 2015، Benefits Supervisor Resting به قیمت 56.2 میلیون دلار فروخته شد.  در 13 اکتبر 2011، « سر پسر» او در سال 1952 ، یک پرتره کوچک از چارلی لوملی، همسایه‌اش، در حراج عصر هنر معاصر لندن در ساتبیز به قیمت 4998088 دلار رسید و آن را به یکی از برجسته‌ترین رویدادهای فصل 2011 تبدیل کرد. 

در 10 نوامبر 2015، تابلوی فروید در سال 2004 ، پرتره ای از اندرو پارکر بولز در یونیفورم ارتش بریتانیا ، به قیمت 34.89 میلیون دلار آمریکا در حراج کریستی در شهر نیویورک فروخته شد که بیش از برآورد 30 میلیون دلاری پیش فروش این اثر بود. 

## زندگی شخصی
در دهه 1940 فروید و هنرمندان دیگر آدریان رایان و جان مینتون در یک مثلث عشقی همجنسگرا بودند .  پس از رابطه عاشقانه با لورنا گارمن ، او در سال 1948 با خواهرزاده‌اش کیتی گارمن ، دختر نامشروع مجسمه‌ساز یاکوب اپستاین و کاتلین گارمن، زن اجتماعی ازدواج کرد .  قبل از پایان ازدواجشان در سال 1952 دو دختر داشتند، آنابل فروید و شاعر آنی فروید . در سال 2011. 

در اواخر سال 1952، فروید به همراه وارث و نویسنده گینس لیدی کارولین بلک‌وود به پاریس فرار کردند، جایی که در سال 1953 ازدواج کردند. آنها در سال 1959 طلاق گرفتند. 

فروید چهارده فرزندش را پذیرفت که دو نفر از ازدواج اول فروید و 12 فرزند توسط معشوقه های مختلف بودند.  نویسنده استر فروید و طراح مد بلا فروید دختران او توسط برنادین کاورلی هستند.

فروید به دلیل بیزاری از عکس گرفتن مورد توجه قرار گرفت. او یک بار پس از صرف غذا در خانه درو هاینز، یک عکاس را لگد زد، ماجرایی که لرد کارینگتون، وزیر امور خارجه وقت را که او نیز با همسر هاینز مشغول صرف غذا بود، افشا کرد. مهمانی شام در اوج بحران فالکلند برگزار می شد. 

## نمایشگاه برگزیده
- 1994: موزه هنر متروپولیتن ، نیویورک
- 2000: موزه مدرن کونست، فرانکفورت
- 2003: موزه هنرهای معاصر، لس آنجلس
- 2004: گالری ملی اسکاتلند ، ادینبورگ
- 2005: Museo Correr ، ونیز
- 2006: گالری آکواولا ، نیویورک
- 2007: موزه هنر مدرن ایرلندی ، دوبلین
- 2008: موزه هنر مدرن ، نیویورک
- 2008: Gemeentemuseum Den Haag ، لاهه
- 2010: مرکز ژرژ پمپیدو ، پاریس
- 2012: گالری ملی پرتره، لندن
- 2012: مدرن ، فورت ورث
- 2013: موزه Kunsthistorisches ، وین
- 2016–2021: موزه هنر مدرن ایرلندی ، دوبلین
- 2019: آکادمی سلطنتی هنر
- 2022: گالری ملی، لندن